# Bătarci
Bătarci è un comune della Romania di 3 853 abitanti, ubicato nel distretto di Satu Mare, nella regione storica della Transilvania.
Il comune è formato dall'unione di 4 villaggi: Bătarci, Comlăușa, Tămășeni, Țilău.